# Лазарєв Михайло Петрович
Миха́йло Петро́вич Ла́зарєв (рос. Михаил Петрович Лазарев; 3 (14) листопада 1788, Владимир — 11 (23) квітня 1851) — російський учений-мореплавець і військово-морський діяч.
Народився в м. Владимирі (Російська імперія). Зробив внесок у розвиток військово-морського мистецтва, зміцнення Чорноморського флоту Російської імперії, й перетворення його на один із найкращих вітрильних флотів світу. Заснував особливу, лазарєвську, школу навчання офіцерів і матросів, що допомогла виховати видатних флотоводців П. С. Нахімова і В. О. Корнилова, В. І. Істоміна — героїв оборони Севастополя, О. І. Бутакова. Лазарєв здійснив три навколосвітні плавання. Видатною була його участь у дослідженні Південного океану та у співвідкритті шостої частини світу — Антарктиди.

## Дитинство та юність
Михайла віддали до Морського кадетського корпусу після смерті батька у 1800 р., де його здібності, зацікавленість військово-морською справою одразу привернули увагу командування корпусу. Становлення М. Лазарєва як особистості, набуття ним професійних знань у галузі фізики, загальної історії, морської майстерності й судноводіння відбувалося під опікою досвідченого моряка, видатного педагога і вченого П. Я. Гамалії.
У травні 1803 р. за рекомендацією командора П. Я. Гамалії Михайла Лазарєва було направлено гардемарином для навчання «еволюції, практики та астрономічним спостереженням» на корабель «Ярослав» (Кронштадт), а восени того ж року — за підтримки Х.Лівена (Christoph von Lieven), до Великої Британії, для ознайомлення зі станом військово-морської справи на іноземних флотах, і, в першу чергу, на флоті Її Величності.
Повернувся він до Росії у травні 1808 р. і протягом 1808–1813 рр. служив на різних кораблях Балтійського флоту, незмінно отримуючи високі атестації. У 1812 р., під час загрози французького поневолення, М. Лазарєв брав участь у висадженні десанту біля Данцигу, що мав перегородити шлях французьким кораблям до Ризької затоки та полегшити становище м. Риги.

## Перше навколосвітнє плавання
1813-го М. Лазарєв став капітаном судна «Суворов», яке мало доставити вантаж із Кронштадта у містечко Сітка (Sitka) на острові Баранова, на Алясці. Під час річного плавання «Суворова» через Північне море, Атлантичний і Тихий океани, М. Лазарєв і його команда відкрили у Тихому океані низку незаселених коралових островів, які капітан назвав островами Суворова.

## Друге навколосвітнє плавання, дослідження Антарктиди
1819 року з ініціативи морського міністра Російської імперії де Траверсе почалося спорядження експедиції в південнополярні моря. Експедиція складалася з двох невеликих військових кораблів — 28-гарматного шлюпу «Востокъ» під командуванням капітана 2-го рангу Фабіана Готтліба фон Беллінсгаузена та 20-гарматного шлюпу «Мирный» під командуванням лейтенанта Михайла Лазарєва. Очолив експедицією Ф. фон Беллінсгаузен. Заступником капітана Беллінсгаузена на шлюпі «Востокъ» був полтавський дворянин (?) Іван Завадовський. У кіноповісті «Антарктида» кінодраматург Олександр Довженко додав сцени певного змагання між М.Лазарєвим і І.Завадовським.

Маршрут першої російської антарктичної експедиції Беллінсгаузена та Лазарєва в 1819—1821 роках (зеленим кольором позначені назви, що були дані під час експедиції Ф. Беллінсгаузена і М. Лазарєва)

Експедиція вирушила з Кронштадта 4 (16) липня 1820 року і прибула в Ріо-де-Жанейро 2 листопада. Звідти вітрильники взяли курс на південь. У звіті про експедицію (1831) Беллінсгаузен свідчив, що користувався картами, укладеними Джеймсом Куком. Обійшовши острови Південна Георгія, відкриті Куком, експедиція рушила на захід. Намагаючись сягнути широт, південніших, ніж ті, у яких вже ходила експедиція Кука, шлюпи «Востокъ» та «Мирный» обстежили акваторію, наскільки дозволяли льоди.
У березні 1820 року «Востокъ» та «Мирный» вирушили на північ, до Австралії, просторами Індійського та Південного океанів. З Австралії вони помандрували в незвідані частини Тихого океану, де відкрили низку островів та атолів, і повернулися в Порт-Джексон (Сідней).
З настанням сприятливішої погоди, у листопаді 1820 року, Беллінсгаузен знов повів експедицію у високі південні широти. У січні 1821 року було відкрито, зокрема, острів Петра І та берег (острів) Олександра І. У березні експедиція взяла курс на Ріо-де-Жанейро, а звідти — на Європу, і 24 липня (5 серпня) 1821 року повернулася у Кронштадт.
Таким чином, експедиція флоту Російської імперії за два походи обійшла фактично весь Антарктичний континент.
Перша південно-полярна експедиція флоту Російської імперії тривала 751 день. Зі складу екіпажів обох шлюпів (190 осіб), троє (за деякими даними четверо) померли.
Під час експедиції було відкрито 29 островів в субантарктиці та Океанії, встановлено їхні координати, додано опис. Втім, пізніше з'ясуалося. що деякі острови були відкриті повторно.
За участь в антарктичній експедиції М. Лазарєв був підвищений в званні до капітана 2-го рангу, минаючи чин капітан-лейтенанта.
Фабіан Готтліб фон Беллінсгаузен та Михайло Лазарєв, а також екіпажі обох шлюпів, є одними із першовідкривачів Антарктиди. Згідно з радянською історіографією, вони, ніби, першими побачили континент 28 (н.с.) січня 1820 року. Хоча, саме у той день, згідно із офіційним звітом експедиції, таких відкриттів вони не робили, а погода була несприятливою. Сучасні дослідження, а головне дані експедицій британських мореплавців Едварда Брансфілда та Вільяма Сміта, оприлюднені ще у 1819—1821, а потім у 1949—2014, спростовують твердження радянських істориків. Едвард Брансфілд та Вільям Сміт, інші члени команди бригу «Вільямс», 29-30 січня 1820 року досягли півострова Трійці, частини земель (майбутньої) Антарктиди. Більше того, вони висаджувались на береги двох островів (Левінгстон і Пінгвінів). Лазарєв і Беллінсгаузен на береги Антарктиди не висаджувались.
28 січня (16 с.с.) 1820 року шлюп «Востокъ» під командуванням Беллінсгаузена досягнув 69°25' південної широти та 2°10' західної довготи. Як зафіксував у цей день капітан Беллінсгаузен у своєму звіті про експедицію: «…встрѣтили льды; которые представились намъ сквозь шедшій тогда снѣгъ, въ видѣ бѣлыхъ облаковъ». Відповідно до вказаних у звіті координат, якщо їх нанести на сучасну цифрову карту, шлюпи «Востокъ» та «Мирный» у той день перебували досить далеко від суші, (майбутнього) материка. У рапорті від 21 квітня 1820 року до Морського міністра Російської імперії, пана де Траверсе, Беллінсгаузен написав: «… признаковъ большой южной земли нигдѣ имъ не встрѣчено, хотя плаваніе его происходило по большей части за полярнымъ кругомъ, если же таковая земля и существуетъ, то должна быть во льдахъ, покрыта ими и опознать оной нѣтъ возможности».
У звіті з експедиції Беллінсгаузена, виданому 1831 року, відсутні згадки, про те що учасники експедиції відкрили материкові землі, але вже у другому виданні звіту 1949 року Антарктида згадується у передмові до звіту декілька десятків разів. У прижиттєвій біограмі М.Лазарєва, так само, як і Ф.Беллінсгаузена, не було сказано нічого про відкриття континенту, а лише згадка про відкриття 29 островів і досягнення 70° п.ш.. На думку дослідника Василя Придатко-Доліна, у 1940-х роках, вступивши у суперництво із Заходом за право освоєння Антарктиди, влада СРСР подекуди свідомо маніпулювала датами за підтримки радянських істориків.

## Третє навколосвітнє плавання

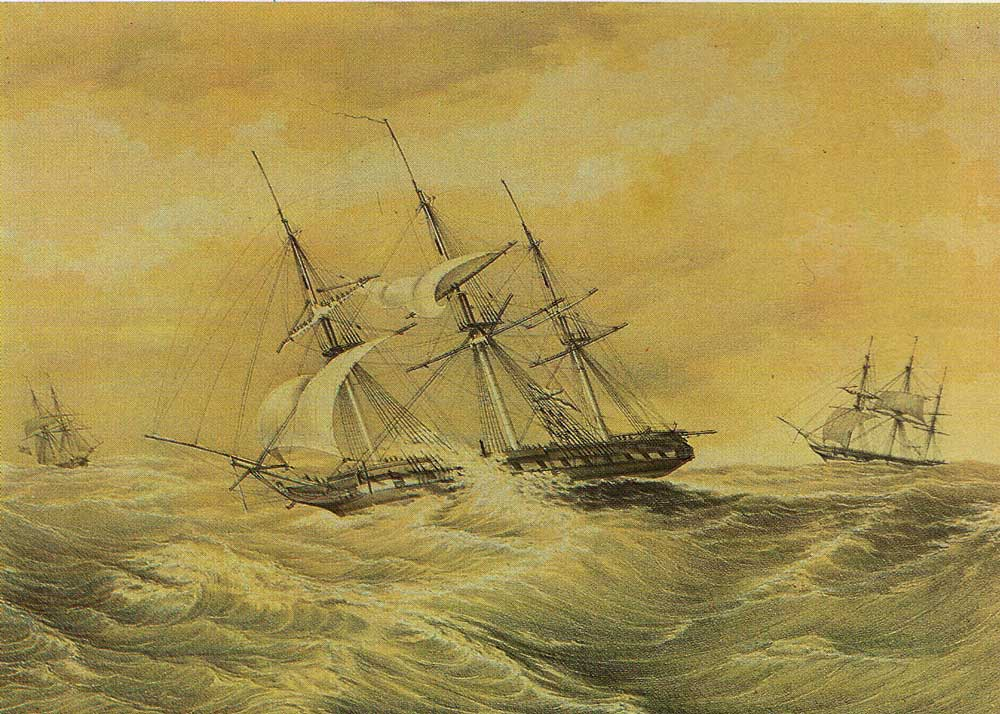
Фрегат «Крейсер» та шлюп «Ладога» біля берегів Америки, 1823 рік. Художник В. О. Прохоров

1822 р. Михайло Петрович як командир фрегата «Крейсер» вийшов у третє навколосвітнє плавання — на острів Сіхту, до берегів російських володінь у Північній Америці.

## Наваринська битва
У лютому 1826 р. М. Лазарєв став командиром 74-гарматного лінейного корабля «Азов» — флагмана російського флоту, найкращого на той час корабля Російської імперії. 8 серпня 1827 р. він взяв участь у Наваринській битві на боці Грецької республіки, в якій османський флот було цілком розгромлено. «Азов» одержав перемогу в бою з п'ятьма турецькими кораблями (в тому числі з 80-гарматним флагманом «Мухарем-бей»). За цей подвиг лінійний корабель «Азов» першим серед російських кораблів був удостоєний кормового Георгіївського прапора. М. Лазарєву було присвоєно звання контр-адмірала.

## Керівна діяльність
У лютому 1832 року М. Лазарєва призначили начальником штабу Чорноморського флоту і відтоді його подальше життя та діяльність незмінно були пов'язані з Кримом, Кавказом, Чорним морем. За складних умов крейсерської служби зростала майстерність моряків Чорноморського флоту, набувався досвід боротьби з контрабандистами та морською стихією. Все це виявилося під час походу ескадри Чорноморського флоту до берегів Константинополя для його захисту від навали єгипетських військ. Помітну роль відіграв М. Лазарєв і під час підписання Ункер-Іскелесійського договору між Російською імперією й Османською імперією. Йому довелося не тільки командувати Чорноморським флотом за часів украй напружених політичних обставин, а й безпосередньо брати участь майже в усіх дипломатичних переговорах.
У квітні 1833 року М. Лазарєва призначили віце-адміралом, а в грудні того самого року затвердили головним командиром Чорноморського флоту й усіх портів на Чорному морі та військовим губернатором міст Миколаєва і Севастополя. Відтоді розгорнулася його діяльність у поліпшенні корабельного складу й озброєння кораблів, організації та будівництві баз на Чорному морі, укріпленні й благоустрої Севастополя як головної військово-морської бази. Здійснювалося будівництво доків, майстерень, берегових укріплень, Севастопольського адміралтейства та його батарей, складів, казарм і бібліотеки. М. Лазарєв також розробив план перебудови Миколаївського адміралтейства, де було збудовано нові елінги, ливарний та канатний заводи, артилерійська, шлюпкова й щоглова майстерні, казарма в селі Спаському під Миколаєвом — новий будинок адміралтейства. Зусиллями М. Лазарєва, Чорноморський флот було створено майже заново. В Миколаєві, Севастополі, Херсоні було побудовано 17 лінійних кораблів, 9 фрегатів, 6 парових фрегатів, 7 корветів, 11 бригів, 11 шхун, 8 тендерів, 2 яхти, 28 пароплавів, 33 транспорти, 6 лоцманських суден, 25 канонерських човнів. Ці кораблі були стійкі, верткі, швидкохідні з потужним озброєнням, що стало в пригоді під час Кримської війни 1853—1856 років, зокрема в Синопській битві і в одинадцятимісячній обороні Севастополя.

## Останні роки

Погруддя перед Музеєм історії суднобудування та флоту. Миколаїв

1848 р. М. Лазарєв став адміралом. Великий патріот своєї країни, який пишався її героїчним минулим, він виховував у моряків Чорноморського флоту почуття патріотизму й вірності військовому обов'язку, вимагав від офіцерів поваги до матросів. Вміння вивчати людей, вирізняти найздібніших, допомагати їм у вдосконаленні своїх знань давало М. Лазарєву можливість згуртовувати навколо себе найкращих флотських офіцерів, ставити їх на керівні посади. Він допоміг розвинутися на повну силу талантам Нахімова, Корнилова, Бутакова, Путятина, Істоміна, Завалишина та ін. Він не мирився з рутиною та відсталістю, вважав, що підвищення боєздатності флоту неодмінно пов'язане з піднесенням загального культурного рівня та військово-морської освіти офіцерів. За його командування, вперше на кожному кораблі було створено бібліотеки для офіцерів і моряків.
Михайло Петрович Лазарєв помер 11 квітня 1851 р. Його ім'ям названо бухту і порт в Японському морі, острів в Аральському морі, шельфовий льодовик, полярну станцію та гори в Антарктиді, острів у морі Дейвіса, атол у групі островів Росіян (Тихий океан), миси в Амурському лимані та на півночі о. Унімак.